# Carson (Californie)
Pour les articles homonymes, voir Carson.
Carson est une ville située dans le comté de Los Angeles, dans l'État de Californie, aux États-Unis.

## Histoire
La bataille de Dominguez Rancho y a lieu.

## Démographie
Au recensement de 2010 sa population était de 91 714 habitants. Selon le Bureau de recensement, sa superficie est de 49,1 km2 dont 0,3 km2 de plans d'eau, soit 0,63 % du total.
| Groupe            | Carson | Californie | États-Unis |
| ----------------- | ------ | ---------- | ---------- |
| Asiatiques        | 26,7   | 13,1       | 4,8        |
| Blancs            | 23,8   | 57,6       | 72,4       |
| Afro-Américains   | 23,8   | 6,2        | 12,6       |
| Autres            | 18,7   | 17,0       | 6,2        |
| Métis             | 4,8    | 4,9        | 2,9        |
| Océaniens         | 2,6    | 0,4        | 0,2        |
| Amérindiens       | 0,6    | 1,0        | 0,9        |
| Total             | 100    | 100        | 100        |
|                   |        |            |            |
| Latino-Américains | 23,8   | 37,6       | 17,4       |

| 1960   | 1970   | 1980   | 1990   | 2000   | 2010   |
| ------ | ------ | ------ | ------ | ------ | ------ |
| 38 059 | 71 150 | 81 221 | 83 995 | 89 730 | 91 714 |

## Jumelage
La ville est jumelée avec plusieurs communes : 
- Soka (Japon)
- Wanju-gun (Corée du Sud)
- Parañaque (Philippines)

## Culture
La ville accueille l'université d'État de Californie à Dominguez Hills et un complexe sportif, appelé Dignity Health Sports Park. La ville accueille notamment deux équipes de football jouant en Major League Soccer, le Galaxy de Los Angeles et le Club Deportivo Chivas USA. De nombreux matches de la coupe du monde de football féminin 2003 y ont été joués, dont la finale Allemagne-Suède. Les championnats des États-Unis d'athlétisme se sont déroulés dans la ville en 2005.

## Personnalités liées à la ville
- Kia Stevens, plus connue sous le nom d'Awesome Kong, catcheuse américaine née à Carson
- Heidi Ilustre (1977-), joueuse de beach volley américaine née à Carson
- Horacio Ramírez (1979-), joueur de baseball américain né à Carson
- Sherman Gay (1982-), joueur de basket-ball jamaïcain né à Carson
- Loree Moore (en) (1983-), joueuse de basket-ball américaine née à Carson
- Errick Craven (1983-), joueur de basket-ball américano-ivoirien né à Carson
- Ab-Soul (1987-), rappeur américain ayant grandi à Carson
- Ify Ibekwe (1989-), joueuse de basket-ball américano-nigériane née à Carson
- Ashton Sanders (1995-), acteur américain né à Carson
- Baby Keem (2000-), rappeur et producteur de musique américain né à Carson